# Crystal Beach, Arizona
Crystal Beach je naseljeno područje za statističke svrhe u američkoj saveznoj državi Arizona. Prema popisu stanovništva iz 2010. u njemu je živjelo 279 stanovnika.